# Baubó
Baubó (görögül: Βαυβω) a görög mitológiában elusziszi asszony, aki férjével együtt nemcsak vendégszeretően fogadta és árpából való itallal kínálta meg a leánya kétségbeesett keresése során a házukba betérő Démétért, hanem jókedvre is derítette az istennőt pajzán beszéddel és taglejtésekkel. Hasonló a történet Iambé szolgálóról, aki Keleosz eleusziszi udvarában megnevettette Démétért, és beavatást nyert az istennő misztériumaiba. Némely mítoszban Baubót Triptolemosz, Démétér pártfogoltja anyjának tartják (noha a fiú gyakrabban elusziszi király sarja). Kétségtelen az összefüggés Baubó és Eleuszisz, valamint Démétér khtonikus és termékenységkultusza között.